# Parafomoria helianthemella
Parafomoria helianthemella är en fjärilsart som beskrevs av Herrich-Schäffer 1860. Parafomoria helianthemella ingår i släktet Parafomoria och familjen dvärgmalar. Inga underarter finns listade i Catalogue of Life.